# Acaeropa
Acaeropa is een geslacht van rechtvleugeligen uit de familie Pamphagidae. De wetenschappelijke naam van dit geslacht is voor het eerst geldig gepubliceerd in 1927 door Uvarov.

## Soorten
Het geslacht Acaeropa  is monotypisch en omvat slechts de volgende soort:
- Acaeropa indica (Bolívar, 1884)